# Тысяча клоунов (фильм)
«Тысяча клоунов» (англ. A Thousand Clowns) — комедийная драма Фреда Коу, выпущенная в 1965 году. Экранизация одноимённой пьесы (1962) Герба Гарднера.

## Сюжет
12-летний Ник живёт в однокомнатной квартире вместе со своим дядей Мюрреем, безработным сценаристом, прежде работавшим в популярном телешоу «Бурундук Чаклс» и ушедшим оттуда из-за надменности и глупости его ведущего. Однажды утром во время прогулки по Нью-Йорку мальчик сообщает, что им в школе заинтересовалась Комиссия по охране детства, и предлагает дяде срочно найти работу. Безуспешно попытавшись это сделать по газетным объявлениям, они приходят домой, где их уже ожидают представители той самой комиссии — строгий, опытный Альберт Амундсон и лишь недавно окончившая колледж психолог Сандра Марковитц. В ходе непродолжительного разговора Мюррей успевает настроить против себя Альберта, который требует от Сандры покинуть вместе с ним квартиру Бёрнсов и заняться следующим случаем. Однако девушка, которая не увидела в поведении Бёрнса-старшего ничего неподобающего, отказывается это сделать и остаётся, желая дать герою шанс сохранить опекунство над Ником.
Увлечённая Мюрреем, она совершает вместе с ним прогулку по Нью-Йорку — пара провожает выдуманных товарищей на пароходе, поднимается на Статую Свободы, прогуливается по Уолл-стрит. На следующее утро, встав, они опять совершают прогулку по городу. По их возвращении в квартиру Мюррея туда же является и Альберт, который, ошеломлённый присутствием Сандры в квартире Бёрнса, сообщает о решении комиссии забрать Ника и отдать его в другую семью. После его ухода Мюррей признаётся Сандре, что не хочет потерять мальчика, и узнаёт, что есть шанс изменить всё — через два дня состоятся слушания, на которых и будет принято окончательное решение по делу об опекунстве. Но теперь, чтобы предстать перед комиссией в выгодном свете, ему нужно срочно найти работу, и за этим главный герой обращается к своему брату Арнольду. На все поступившие предложения Мюррей отвечает отказом; Сара, узнав об этом, уходит от него. Однако после разговора с Ником на крыше дома главный герой понимает, что пойдёт на всё, чтобы его не потерять.
В это время на пороге квартиры с предложением о работе появляется ведущий того самого шоу «Бурундук Чаклс», которого Бёрнсы терпеть не могут. Соглашаясь на эту работу, Мюррей идёт на компромисс с самим собой ради Ника.

## В ролях
| Актёр           | Роль             |
| --------------- | ---------------- |
| Джейсон Робардс | Мюррей Бёрнс     |
| Барбара Харрис  | Сандра Марковитц |
| Барри Гордон    | Ник              |
| Мартин Болсам   | Арнольд Бёрнс    |
| Джин Сакс       | Лео              |
| Уильям Дэниелс  | Альберт          |

## Награды и номинации
| Год  | Премия                              | Категория                                      | Имя             | Результат |
| ---- | ----------------------------------- | ---------------------------------------------- | --------------- | --------- |
| 1965 | Оскар                               | Лучший фильм                                   | Фред Коу        | Номинация |
| 1965 | Оскар                               | Лучшая мужская роль второго плана              | Мартин Болсам   | Победа    |
| 1965 | Оскар                               | Лучший адаптированный сценарий                 | Герб Гарднер    | Номинация |
| 1965 | Оскар                               | Лучшая музыка. Запись адаптированной партитуры | Дон Уокер       | Номинация |
| 1965 | Золотой глобус                      | Лучший фильм (комедия или мюзикл)              |                 | Номинация |
| 1965 | Золотой глобус                      | Лучшая мужская роль (комедия или мюзикл)       | Джейсон Робардс | Номинация |
| 1965 | Золотой глобус                      | Лучшая женская роль (комедия или мюзикл)       | Барбара Харрис  | Номинация |
| 1965 | Laurel Awards                       | Лучшая мужская роль второго плана              | Мартин Болсам   | Победа    |
| 1965 | Национальный совет кинокритиков США | Лучшие десять фильмов                          |                 | Победа    |
| 1965 | Премия Гильдии сценаристов США      | Лучший сценарий (комедия)                      | Герб Гарднер    | Победа    |